# Їжак ефіопський
Їжак ефіопський (Paraechinus aethiopicus) — вид їжаків з роду вухатих їжаків.

## Опис
Довжина тіла 15-25 см (в середньому 18,5 см), хвоста 1-4 см. Маса 400—700 гр (в середньому 550 гр). Статевий диморфізм практично відсутній, єдине — самці трохи більші. Шкіра на коротких лапках у молодих особин рожевого кольору, але в міру дорослішання вона темніє поки не стане повністю чорною. Черево, горло, щоки і лоб покриті білою м'якою шерстю. Мордочка прикрашена темно-сірою маскою. Великі чорно-сірі вуха, занадто великі для такого маленького звірка. Вони не тільки допомагають орієнтуватися в просторі, але і відповідають за відведення зайвого тепла.
Голки трохи довші і товщі, ніж у їжака звичайного, який водиться в помірних широтах. Це ймовірно виникло у ході еволюції з метою захисту від отруйних африканських рептилій.
Організм ефіопського їжака максимально пристосований до життя в екстремальних умовах. Його нирки скорочують до мінімуму втрату дорогоцінної вологи. Великі вуха відводять надлишок тепла. Без їжі він може обходитися до 10 тижнів, без води — до 2-3 тижнів. А в разі, коли здобичі зовсім немає або погода дуже жарка може впасти в вимушену сплячку на місяць-півтора.

## Ареал
Широко поширений у Сахарі і на Близькому Сході, а саме у Алжирі, Чаді, Джибуті, Єгипті, Еритреї, Іраку, Ізраїлі, Кувейті, Лівії, Малі, Мавританії, Марокко, Ніґері, Омані, Саудівській Аравії, Сомалі, Судані, Сирії, Тунісі, ОАЕ, Західній Сахарі, Ємені, і можливо в Ефіопії. Полюбляє посушливі пустелі і сухі степи, найбільше в областях, де їжа доступніша, наприклад, оази і ваді.

## Спосіб життя
Активний переважно вночі. Приносить велику користь, полюючи на отруйних змій, павуків і скорпіонів, а також шкідницьку сарану, за що шанується місцевими жителями. Голки добре захищають від укусів навіть великих змій. Відрізняється надзвичайною ненажерливістю, за один присід може з'їсти до половини своєї ваги. Днем відсипаються в покинутих лисячих норах або в ущелинах скель, скручуючись в щільний клубок, щоб хижаки не могли підібратися.

### Раціон
Насамперед комахи і інші безхребетні. Також їдять пташині яйця, дрібних хребетних і рослинність.

### Розмноження
Оскільки ефіопські їжаки ведуть усамітнений спосіб життя, а територія однієї особини може бути досить значною, то парі щоб знайти один одного під час шлюбного сезону доводиться йти на хитрість — виділяти потужний специфічний запах.
Потомство приносять раз на рік. Вагітність може тривати 30-40 днів. Новонароджений важить всього 8-9 грам, він голий, сліпий і глухий. На 4-му тижні відкриваються очі, а з-під шкіри прориваються голки. У віці 2-х місяців їжаки стають самостійними. У природі живуть близько 10 років.